# Aeroportul Pelotas
Aeroportul Pelotas (IATA: PET, ICAO: SBPK) este un aeroport din Rio Grande do Sul, Brazilia ce deservește zona Pelotas. Aeroportul a fost tranzitat în 2022 de 62.995 de pasageri. A fost numit după zona deservită.
Situat la o altitudine de 18 m, aeroportul dispune de 1 pistă. Este operat de Infraero⁠(d).

## Infrastructură

### Piste
Aeroportul dispune de o singură pistă. Pista 6/24 are suprafața de asfalt și dimensiunile 1.980 m × 42 m. 